# Фицрой, Адам
Адам Фицрой (англ. Adam FitzRoy; около 1307— 18 сентября 1322) — внебрачный сын (бастард) английского короля Эдуарда II.

## Биография
Адам родился около 1307 года от связи короля Эдуарда II с неизвестной женщиной. Предположительно, его матерью могла быть одна из служанок Маргариты Французской, второй жены Эдуарда I. Вероятно он был рождён до брака будущего короля с Изабелой Французской и являлся первым ребёнком своего отца.
Впервые упоминается как Адам, внебрачный сын лорда-короля (Ade filio domini Regis bastardo) в гардеробном отчёте Эдуарда II за 1322 год. Где сообщается, что в период с 6 июня по 18 сентября того же года Адаму была выплачена сумма в тринадцать фунтов и двадцать два пенса, на покупку снаряжения и прочего необходимого, чтобы принять участие в шотландской компании его отца. Деньги выплачивались пятью частями и с большей долей вероятностью их получил в распоряжение наставник Адама Хью Шастиллоун.
Участие Адама в военном походе и при этом наличие у него наставника, распоряжающегося средствами, позволяет предположить, что мальчик был на тот момент подросткового возраста, и определить его рождение в промежутке между 1303 и 1310 годами.
Адам отправился в поход вместе с отцом, побывал в Эдинбурге и Ньюкасле. Однако начавшийся успешно поход быстро сменился неудачей, когда войска Якова Брюса смогли загнать англичан вглубь страны, отрезав их от поступления провианта. Войску Эдуарда II пришлось начать отступление, во время которого Адам и скончался 18 сентября 1322 года, предположительно, от дизентерии.
Адам Фицрой был похоронен 30 сентября в монастыре Тайнмута, его отец не смог присутствовать на похоронах из-за продолжения Шотландской компании, однако оплатил покупку шёлкового покрывала с золотыми нитями, которым накрыли тело покойного.